# وس بینز
وس بینز (انگلیسی: Wes Baynes؛ زادهٔ ۱۲ اکتبر ۱۹۸۸) بازیکن فوتبال اهل بریتانیا است.
از باشگاه‌هایی که در آن بازی کرده‌است می‌توان به باشگاه فوتبال چستر، باشگاه فوتبال آلترینچام، باشگاه فوتبال تلفورد یونایتد، باشگاه فوتبال کولوین بای، و باشگاه فوتبال ورکسام اشاره کرد.